# Protoje

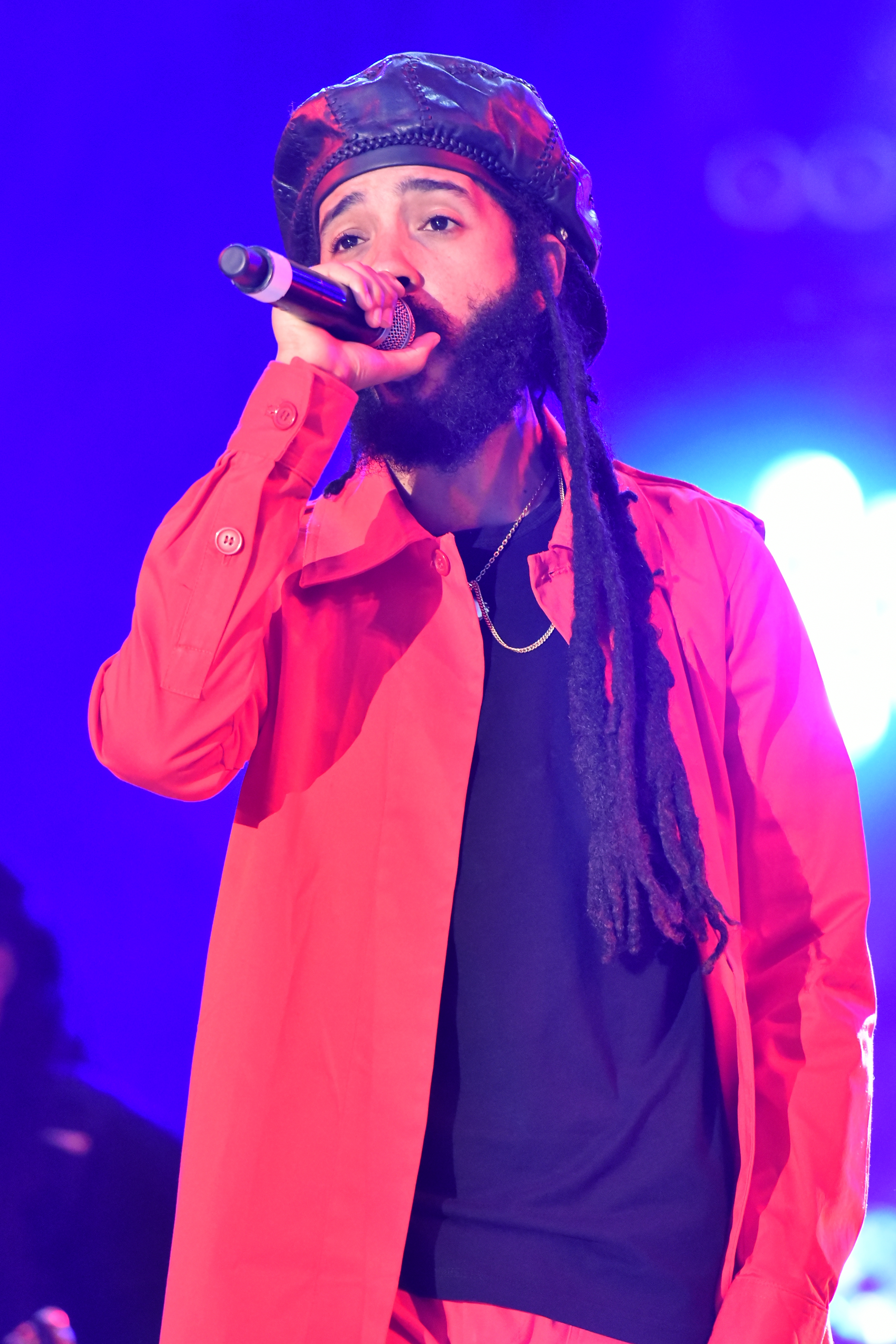
Protoje beim Ruhr Reggae Summer in Mülheim (2017)

Oje Ken Ollivierre (* 14. Juni 1981 in Saint Elizabeth, Jamaika), besser bekannt als Protoje, ist ein moderner Roots-Reggae-Sänger sowie Songwriter aus Jamaika. Seine Mutter Lorna Bennett ist eine jamaikanische Sängerin, bekannt für ihre Interpretation von Breakfast in Bed aus dem Jahr 1972. Sein Vater stammt von St. Vincent und den Grenadinen. Protoje kombiniert Rub a Dub, Modern Roots Reggae und sphärische Dub-Experimente mit Deejay-, Rap- und Singjay-Styles. Protoje gilt neben Kabaka Pyramid, Chronixx, Janine „Jah9“ Cunningham, Dre Island und Kelissa als Vertreter des Reggae Revivals.

## Musikalische Karriere
Bekannt wurde Protoje durch sein 2005 erschienenes Mixtape Lyrical OverDose Volume 1. Eingespielt wurden überwiegend Hip-Hop geprägte Songs. Mit einem Gastauftritt von Busy Signal wurde jedoch seine weitere Laufbahn als Reggae- und Dancehall-Artist geebnet. 2010 begann die Zusammenarbeit mit dem auf Jamaika bekannten Produzenten, gleichzeitig Protojes Cousin Donovan Bennett, alias Don Corleon und dessen Label Don Corleon Records. Nach der Veröffentlichung von Dread, JA und Roll 2010, wurde sein Debütalbum The Seven Year Itch am 25. Januar 2011 veröffentlicht. Es beinhaltet u. a. Songs, die mit Gentleman oder Janine „Jah9“ Cunningham produziert wurden. Verantwortlich für seine frühe Popularität in Jamaika war vor allem die erste Single Arguments. Seine Albumveröffentlichungen von The Seven Year Itch im Jahr 2011 und The 8 Year Affair 2013 führten zu einem zunehmenden internationalen Erfolg. Auftritte diverse Festivals folgten, unter anderem auf dem Garance Reggae Festival in Frankreich, dem Summerjam sowie auf dem Chiemsee Reggae Summer in Deutschland. 2013 tourte Protoje auf der Music from my Heart Tour durch die Vereinigten Staaten und Europa, begleitet durch Band The Indiggnation. Zudem steuerte er auf Kabaka Pyramids Lead The Way EP (2013) sowie auf Jah9s Album New Name (2013) jeweils einen Gastauftritt bei und sein Album The 8 Year Affair wurde durch die Leser von reggaeville zum besten Album 2013 gewählt.
Anfang 2014 ging er an der Westküste der Vereinigten Staaten auf die In This Nation Tour und veröffentlichte zusammen mit Chronixx am 18. März die Single Who Knows. Für den Sommer 2014 sind weitere Festivalauftritte in den Vereinigten Staaten und Europa geplant.
Im Mai 2015 wurde das dritte Album Ancient Future veröffentlicht. Produziert wurde es von Phillip „Winta“ James. Neben Chronixx sind zudem unter anderem noch Mortimer und Sevana an den Lyrics beteiligt.

## Diskografie
Alben
- 2011: The Seven Year Itch
- 2013: The 8 Year Affair
- 2015: Ancient Future
- 2018: A Matter of Time
- 2020: In Search of Lost Time
- 2022: Third Time’s the Charme

Mixtapes
- 2005: Lyrical OverDose Volume 1

Singles
- 2009: Arguments
- 2010: Dread
- 2010: JA
- 2010: Roll
- 2011: Take Control (Message Riddim)
- 2011: Rasta Love (feat. Ky-Mani Marley)
- 2011: Rub-a-Dub Soldier (feat. Ky-Mani Marley & Da Professor)
- 2012: Who dem a Program
- 2012: Evil Display
- 2012: This Is Not a Marijuana Song
- 2012: Around the World (feat. Chris Watts)
- 2012: Reggae Revival (feat. Romain Virgo)
- 2012: Kingston Be Wise
- 2013: I&I
- 2013: Selassie Souljahz (feat. Chronixx, Kabaka Pyramid & Sizzla)
- 2013: Resist Not Evil (Militancy Riddim)
- 2014: Who Knows (feat. Chronixx, UK: Silber (Warner Records) + Silber (Mr Bongo))[4]
- 2014: Stylin’
- 2014: Really Like You (feat. Sara Lugo)
- 2014: Kabaka Pyramid feat. Protoje – Quiet Thoughts (auf der Foresta EP von Urban Tree Music)
- 2015: Sudden Flight[2] (feat. Sevana & Jesse Royal)
- 2015: Answer to Your Name[2]
- 2015: Bubblin’
- 2017: Blood Money
- 2018: Bout Noon
- 2018: No Guarantee (feat. Chronixx)

Als Gastmusiker
- 2018: Toast to Our Differences (Rudimental feat. Shungudzo, Protoje & Hak Baker)